# Eve Rimmer
Eva Marion "Eve" Rimmer, de soltera Davis (3 de abril de 1937-23 de noviembre de 1996), fue una atleta parapléjica neozelandesa.

## Biografía
Eva Marion Davies nació en Whanganui, Nueva Zelanda. Se convirtió en una de los mejores atletas parapléjicos de Nueva Zelanda, ganando 32 medallas, incluidas 22 medallas de oro por atletismo y natación en eventos deportivos internacionales. Creció en el pequeño pueblo rural de Edgecumbe, como una talentosa joven atleta. Como mencionó en su biografía "En la capacidad natural, yo tuve la escuela de salto de longitud de registro por muchos años".
Tan pronto como fue lo suficientemente mayor dejó la escuela. 
En 1952 a la edad de quince años, quedó paralizada de la cintura para abajo cuando el vehículo en que viajaba se estrelló en medio de la noche.
Esta experiencia que cambió su vida no impidió que se convirtiera en una de lss mejores atletas del mundo. Pasó a ser una medallista multi-ganadora en lanzamiento de bala, lanzamiento de jabalina, pentatlón, lanzamiento de disco, natación y tiro con arco, En 1973 recibió la Medalla de Imperio Británico.
Se casó con Kelvin Stanley (Kel) Rimmer, un ingeniero de radio y, a pesar de que le dijeron que probablemente nunca podría concebir, dio a luz a dos niñas sanas. Desde entonces, ha sido considerada como una inspiración para las personas con y sin discapacidad. Participó activamente con las organizaciones parapléjicas en toda Nueva Zelanda. Le dio a muchos parapléjicos de todo el mundo la capacidad de creer que podían lograr lo que quisieran.

## Representaciones
Fue la primera seleccionada para representar a Nueva Zelanda en los Juegos Paralímpicos. Rimmer fue la única mujer nombrada junto con catorce hombres que asistieron a los Juegos de Tel Aviv en 1968 y la única que trajo medallas a casa. Continuó representando a Nueva Zelanda en los juegos de Heidelberg (1972), Toronto (1976) y Arnhem (1980), ganando un total de 14 medallas paralímpicas, de las cuales 8 fueron de oro. También tuvo mucho éxito en los Juegos Parapléjicos de la Commonwealth y en las competiciones nacionales.

## Logros
Además de ganar muchas medallas paraolímpicas y de la Commonwealth, fue honrada por sus muchos logros, incluida el haber sido nombrada Deportista del Año de Bay of Plenty en 1992. Fue la fundadora del Centro de Recursos para Discapacidades en Whakatane y organizadora de los Juegos para Discapacitados de 1990 en Whakatane, un evento que se ha convertido en  los juegos Eve Rimmer, celebrados en fin de semana de Pascua cada dos años. En 1990, fue incluida en el Salón de la Fama del Deporte de Nueva Zelanda debido a su dominio en el deporte parapléjico a lo largo de los años. Rimmer también fue segunda en el título de Deportista del año de Nueva Zelanda en 1972. En los Honores de Año Nuevo de 1973, recibió la Medalla del Imperio Británico, por susservicios para parapléjicos. Tuvo una gran influencia en los deportes en Whakatane y el Consejo la honró nombrando un campo de deportes después en su honor. El Eve Rimmer Park se usa para la liga de rugby, netball y bmx.